# Le Paradis des mauvais garçons
Pour plus de détails, voir Fiche technique et Distribution.
Le Paradis des mauvais garçons (titre original : Macao) est un film américain réalisé par Josef von Sternberg et Nicholas Ray (non-crédité), sorti en 1952.

## Synopsis
Sur le bateau reliant Hong Kong à Macao, capitale des jeux et du crime, Lawrence Trumble, un policier sous couverture, Julie Benton, une chanteuse de cabaret et un ancien GI en cavale, Nick Cochran, font connaissance. Ils se retrouveront au Cabaret dirigé par Vincent Halloran, le parrain de la pègre local, où chante Julie. Cochran décide d'aider Trumble à arrêter Halloran, "un gros bonnet", propriétaire de nombreux établissements de jeux.

## Fiche technique
- Titre : Le Paradis des mauvais garçons
- Titre original : Macao
- Réalisation : Josef von Sternberg
- Scénario : Stanley Rubin et Bernard C. Schoenfeld d'après un roman de Robert Creighton Williams
- Photographie : Harry J. Wild
- Montage : Samuel E. Beetley et Robert Golden
- Musique : Anthony Collins
- Direction artistique : Ralph Berger et Albert S. D'Agostino
- Décors : Harley Miller et Darrell Silvera
- Costumes : Michael Woulfe
- Producteur : Alex Gottlieb
- Producteur exécutif : Samuel Bischoff et Howard Hughes
- Société de production : RKO
- Pays d'origine : États-Unis
- Langue : anglais
- Format : Noir et blanc — 35 mm — 1,37:1 — Son : Mono
- Genre : Film dramatique, Film policier, Film d'aventure, Film noir
- Durée : 81 minutes
- Date de sortie : 30 avril 1952 (États-Unis)
- Affiche : Boris Grinsson (France)

## Distribution

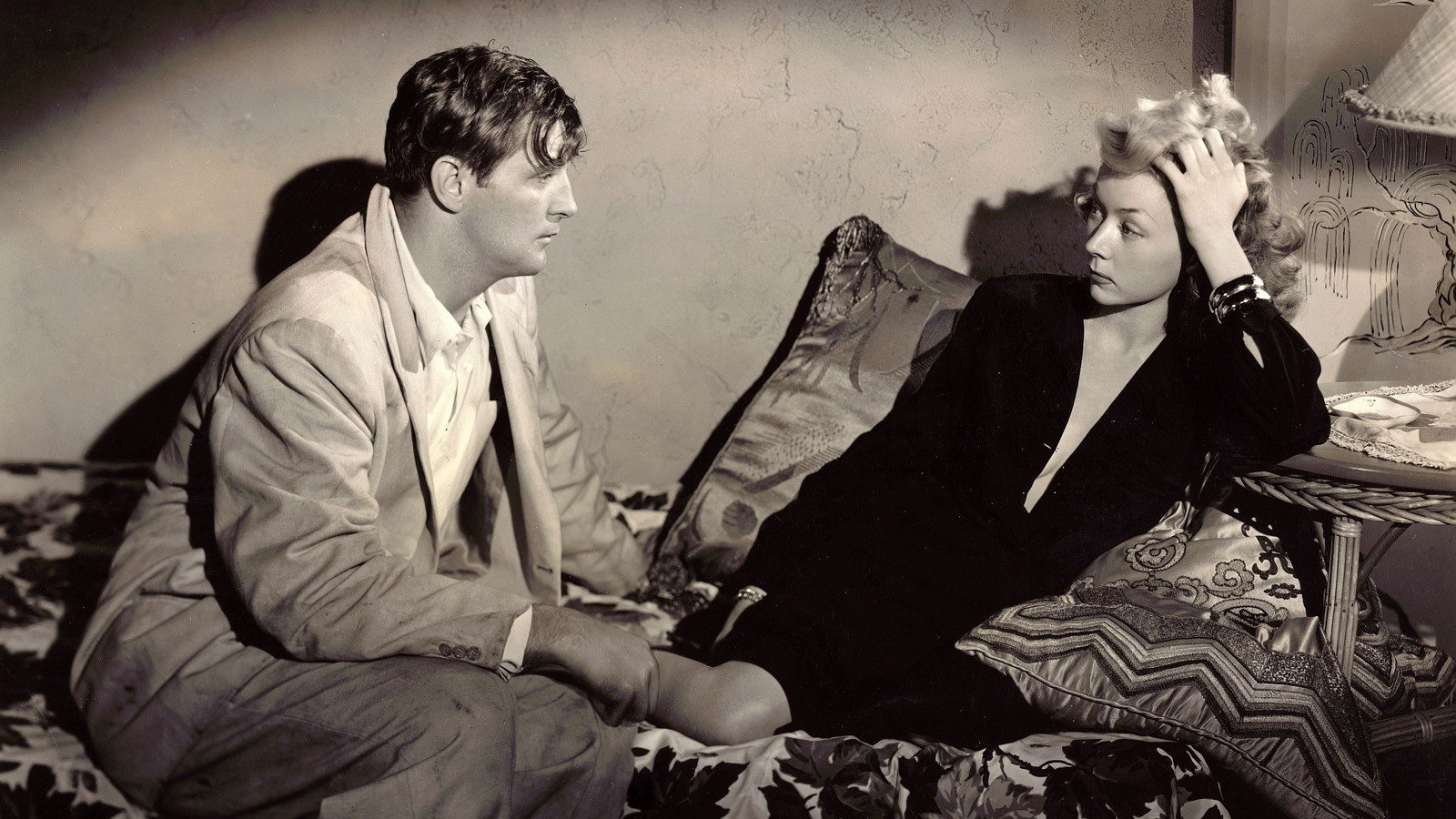
Robert Mitchum et Gloria Grahame.

- Robert Mitchum (VF : Roger Tréville) : Nick Cochran
- Jane Russell (VF : Jacqueline Ferrière) : Julie Benson
- William Bendix (VF : Fernand Rauzena) : Lawrence C. Trumble
- Thomas Gomez (VF : Georges Hubert) : Lieutenant Sebastian
- Gloria Grahame (VF : Gisèle Franck) : Margie
- Brad Dexter (VF : Jacques Beauchey) : Vincent Halloran
- Edward Ashley (VF : Maurice Dorléac) : Martin Stewart
- Philip Ahn : Itzumi
- Vladimir Sokoloff (VF : Albert Montigny) : Kwan Sum Tang
- Truman Bradley (VF : Jean-Claude Michel) : le narrateur

Acteurs non crédités :
- Rico Alaniz : Chauffeur de bus
- Alex Montoya : Barman
- Michael Visaroff : Portier russe

## Analyse
Josef von Sternberg fut contraint d'accepter de tourner ce film et son manque d'enthousiasme peut se percevoir dans le film. Il ne participe pas à l'écriture du scénario comme à son habitude. Macao, Le paradis des mauvais garçons peut être considéré comme un film de producteur, en l'occurrence Howard Hughes. Ce dernier en impose les deux vedettes : Robert Mitchum et Jane Russell, sa création, actrice qui le fascinait, contre l'avis de von Sternberg. Gloria Grahame ne voulait pas tourner dans le film et elle fut forcée par Hughes.
Vu le climat de plus en plus délétère entre Hughes et von Sternberg, ce dernier est remercié et remplacé aux deux tiers du film par Nicholas Ray. Il termine et assure le montage du film mais ne sera pas mentionné au générique comme cela en était l'usage à l'époque.
Comme ordonné par le producteur, Hughes, le film met très bien en valeur Jane Russell, scènes de chant dans le cabaret, sans toutefois exploiter son personnage.